# 1999 XU18
1999 XU18 är en asteroid i huvudbältet som upptäcktes den 3 december 1999 av LINEAR i Socorro County, New Mexico.
Asteroiden har en diameter på ungefär 5 kilometer.